# Jacques Heurgon
Pour les articles homonymes, voir Heurgon.
Jacques Heurgon, né le 25 janvier 1903 à Paris, ville où il est mort le 27 octobre 1995, est un latiniste et étruscologue français.

## Biographie
Issu d'une famille de joailliers parisiens, Jacques Heurgon naît le 25 janvier 1903 dans le 8e arrondissement de Paris et fait ses études au lycée Condorcet, où il rencontre le poète Jean Tardieu, avec qui il correspondra durant vingt années. Entré à l'École normale supérieure en 1923, il est reçu premier à l'agrégation de lettres. Il épouse en 1926 la fille de son ancien professeur de khâgne, Paul Desjardins, qui tient à l'abbaye de Pontigny des rencontres littéraires (Décades de Pontigny), fréquentées, entre autres, par André Gide, Bernard Groethuysen et Roger Martin du Gard. Il soutient un doctorat ès lettres en 1945.
De 1928 à 1930, Jacques Heurgon est membre de l’École française de Rome, puis deux ans professeur de Lycée à Nancy. De 1932 à 1945, il devient chargé de cours de langue et littérature latines à la Faculté des lettres d’Alger, puis attaché culturel à l’Ambassade de Rome près le Quirinal. De 1945 à 1951, il est professeur à la faculté des lettres de l'université de Lille puis à partir de 1953 professeur de langue et littérature latines à la Sorbonne.
Il a été élu le 13 décembre 1968 à l'Académie des inscriptions et belles-lettres au fauteuil d'André Piganiol.
Il meurt le 27 octobre 1995 dans le 5e arrondissement de Paris.
Il est l'époux d'Anne Heurgon-Desjardins, fondatrice, en 1952, du Centre culturel international de Cerisy-la-Salle ; il est le père de Marc Heurgon, homme politique et historien, de Catherine Peyrou et d'Édith Heurgon, continuatrices des « colloques de Cerisy ».
Il a été membre de l'Accademia nazionale dei Lincei, de l'Académie pontificale romaine d'archéologie et de la British Academy.

## Publications
- Recherches sur l'histoire, la religion et la civilisation de Capoue préromaine des origines à la deuxième guerre punique (« Bibliothèque des Écoles françaises d'Athènes et de Rome », 154), Paris, de Boccard, 1942, 483 p. (thèse d'État).
- Rome et la Méditerranée occidentale jusqu'aux guerres puniques, Nouvelle Clio, PUF, 3e édition 1993  (ISBN 2130457010)
- Lucilius, Paris, Sorbonne, Centre de Documentation Universitaire, 1959, 172 p.
- La Vie quotidienne des Étrusques, Hachette, 1961 et 1989, 361 pages  (ISBN 9782010150746)
- Trésor de Ténès, 86 pages, 1958, rééd. Flammarion, 1992  (ISBN 2082103943)
- Le ciel a eu le temps de changer, correspondance 1922-1944 de Jacques Heurgon avec le poète Jean Tardieu, 272 pages, 2004  (ISBN 2908295741)
- Traduction de Elisabeth et le comte d'Essex, de Lytton Strachey, Gallimard, 1929, rééd. 1950